# 水灰比

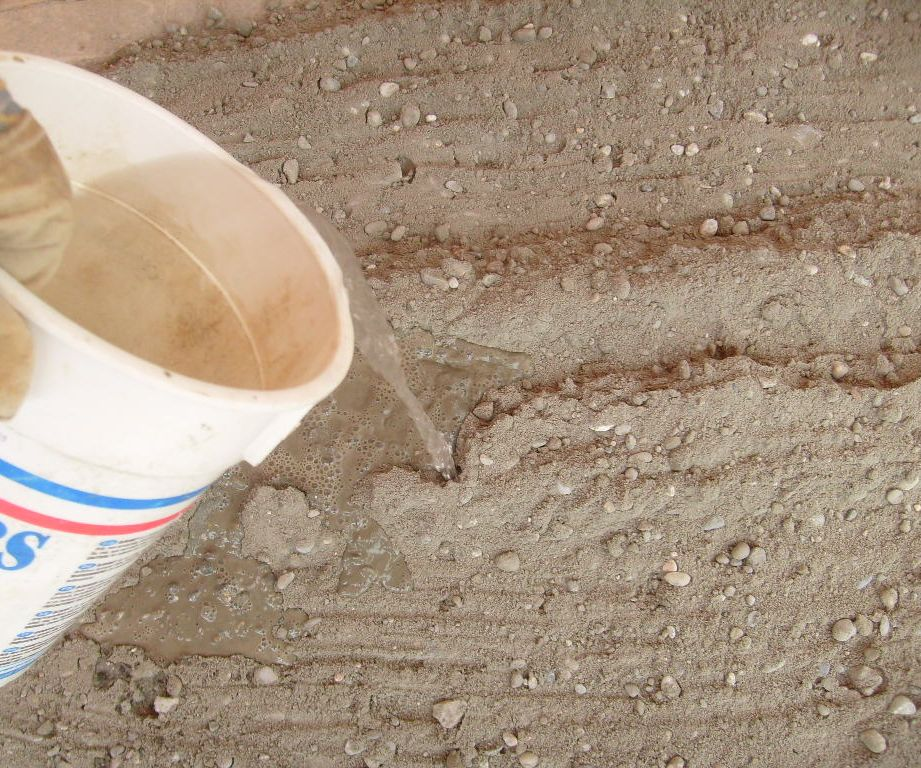
水灰比对砂浆或混凝土的强度有很大影响

水灰比，水泥砂浆或水泥混凝土中，拌和用水量与水泥重量之比。水灰比对水泥混凝土的强度有较大的影响，在其他条件不變的情况下，水泥混凝土的强度与水灰比呈反比例关系。较大的水灰比会改善混凝土的和易性，便于浇筑，但同时会引起强度的降低，这一矛盾可以通过摻入减水剂来解决。在实际应用中，为了改善混凝土的性能，混凝土常需要添加砂、石和外加剂、掺合料等组成材料。这些材料混合成为一种胶凝材料后，不适合使用水灰比来衡量其性能。因此在高强度混凝土和高性能混凝土中常用水胶比代替传统的水灰比，作为判断混凝土密实性或耐久性的一个宏观指标。